# Hugh Howey

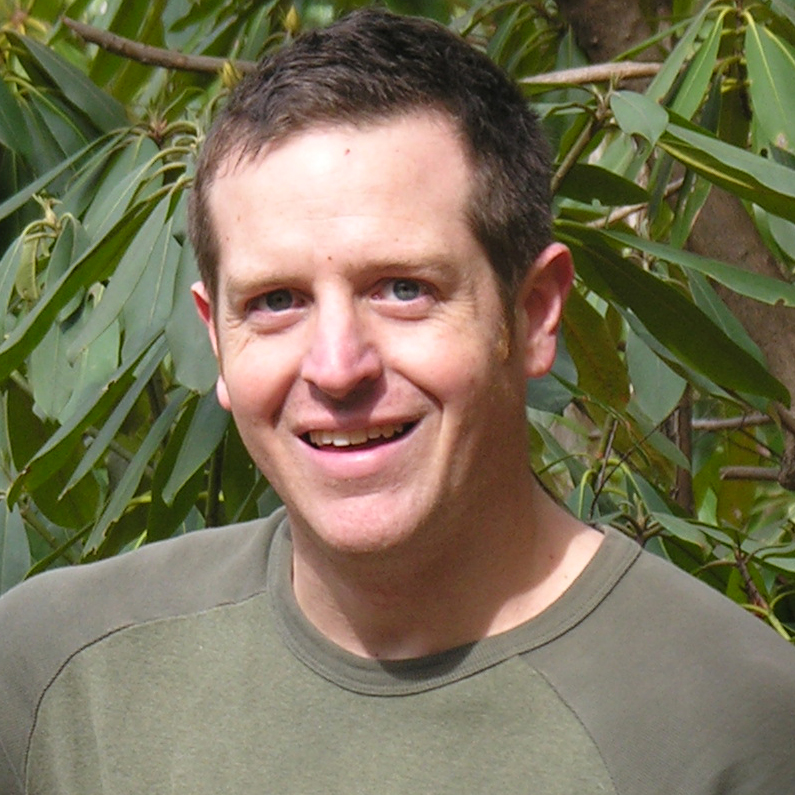
Hugh Howey (2008)

Hugh C. Howey (Charlotte, 23 de Junho de 1975) é um escritor americano mais conhecido pela série de livros de ficção científica Silo, parte desta série ele públicou independentemente através do sistema de públicação direta do Kindle.Antes de publicar seus livros ele havia trabalhado como Capitão de Iate, balconista em uma livraria, técnico de áudio e telhadista.

## Silo
Ele começou a escrever a série em 2011, inicialmente escrevendo Silo como um único conto. Seu primeiro livro foi inicialmente publicado em pequena escala. Depois disso ele decidiu publicar através do sistema da Amazon de publicação direta pelo Kindle, principalmente por causa da liberdade que a publicação independente lhe garantia. Depois da série crescer em popularidade ele começou a escrever mais complementos a ela. Howey começou a solicitar direitos internacionais em 2012, incluindo fechar contratos para o Brasil. Os direitos para filmes da série foram vendidos para a 20th Century Fox, sendo que a Lionsgate também apresentou interesse.
Em 2012, Howey assinou um contrato com a Simon and Schuster para distribuir Silo através dos Estados Unidos e Cánada. O contrato permitiu a Howey continuar a vender seus livros exclusivamente online. Ele rejeitou outras sete propostas em favor de uma que lhe permitisse continuar a vender seus livros online.
Ele também assinou contratos com a  Random House Century UK para a distribuição no Reino Unido das séries de livros Silo e "Sand", publicados como livros de mesmo nome.

## Vida Pessoal
No meio de 2015 Howey desistiu de sua casa na Florida e se mudou para a Baia de São Francisco, Cabo Oriental, África do Sul. Ele encomendou a construção de um barco, no qual ele planeja viver e navegar o mundo enquanto continua a escrever.